# Hemiteles spinator
Hemiteles spinator är en stekelart som beskrevs av Schiodte 1839. Hemiteles spinator ingår i släktet Hemiteles och familjen brokparasitsteklar. Inga underarter finns listade i Catalogue of Life.